# Columbine, Colorado
Columbine är en ort (CDP) i Arapahoe County, och  Jefferson County, i delstaten Colorado, USA. Enligt United States Census Bureau har orten en folkmängd på 24 280 invånare (2010) och en landarea på 17,2 km².
1999 blev orten känd via Columbinemassakern, utförd på Columbine High School.